# Cerkiew Zwiastowania w Szentendre
Cerkiew Zwiastowania (węg. Blagovestenszka görögkeleti templom) – jedna z cerkwi prawosławnych w Szentendre, należąca pierwotnie do eparchii budzińskiej Serbskiego Kościoła Prawosławnego, obecnie greckokatolicka. 
Wzniesiona na miejscu starszej, drewnianej świątyni prawosławnej w stylu barokowym, w XVIII stuleciu, w latach 1752-1754. We wnętrzu znajduje się ikonostas wykonany w latach 1802-1803, dla którego ikony napisał najprawdopodobniej Mihailo Živković.
Do cerkwi prowadzą dwa wejścia: zachodnie od strony placu targowego i południowe od ulicy.